# Фостій Іван Петрович
Фостій Іван Петрович (5 березня 1928, с. Фастівці Бахмацький район Чернігівська область — 8 січня 2021) — український історик, публіцист, літератор. Кандидат історичних наук (2006).

## Біографія
Іван Фостій народився 5 березня 1928 року в селянській родин Фостія Петра Дмитровича та Агафії Федотівни в селі Фастівці Бахмацького району Чернігівської області. У 1949 році закінчив Чернівецьке культосвітнє училище, в 1958 — філологічний факультет Чернівецького держуніверситету, а в 1964 р. — факультет журналістики Вищої партійної школи при ЦК Компартії України.
Після закінчення неповно-середньої школи трудився у колгоспі «Нове життя» (с. Фастівці) рядовим трудівником, бригадиром і землевпорядником, завідував сільським клубом. Після закінчення культосвітнього училища працював інструктором Чернівецького обкому комсомолу, помічником начальника політвідділу Хотинської машинно-тракторної станції по комсомолу, служив в рядах Радянської Армії, був секретарем Хотинського райвиконкому. А з 15 квітня 1954 року Іван Фостій — на журналістській роботі: завідувач відділу, відповідальний секретар у Хотинській райгазеті «Червона зірка» Хотин, редактор Сокирянської райгазети «Колгоспне життя» Сокиряни, редактор Кіцманської райгазети «Зоря» Кіцмань, а відтак — міжрайонної «Зоря Прикарпаття», завідувач відділу партійного життя, завідувач ідеологічним відділом і заступник редактора Чернівецької обласної газети «Радянська Буковина» Чернівці, старший і головний редактор Чернівецького обласного телерадіокомітету.
Працював інструктором ідеологічного відділу, помічником першого секретаря Чернівецького обкому Компартії України, завідувачем редакційно-видавничого відділу Чернівецького облполіграфвидаву. З 1989 р. очолює Чернівецьке обласне відділення Пошуково-видавничого агентства «Книга Пам'яті України», а з 1992 р. — і редакцію науково-документального видання «Реабілітовані історією».

## Публіцистика Івана Фостія
Іван Фостій — автор серії книг публіцистики, що вийшли друком в Ужгородському видавництві «Карпати»:
- Співає жайворонок (1967) — про голову колгоспу «Ленінським шляхом» с. Коболчин Сокирянського району Героя Соціалістичної Праці Василя Яковича Ротаря.
- Іван Дмитрович Стасюк (1969) — про учасника національно-визвольного руху, редактора газет «Боротьба», «Земля і Воля», «Борець».
- Рахілія Григоращук (1975) — про відому ланкову рільників, Героя Соціалістичної Праці.

Опублікував у періодичній пресі та збірниках ряд оповідань і нарисів, байок і гуморесок, ліричних, громадянських та сатиричних віршів і наукових статей на історичні теми. Його перу належать поетична збірка «Ти чуєш, як хлюпочеться річка?» (2001), книжечка для дітей «Казка про Цапка Степанка і Сірого Вовка» (2001), сатиричні книжки «Під Ювеналовим бичем» (2007), «Мініатюри про хитромудрі натури» (2007); серія нарисів про діячів революційного руху і митців Буковини: Сергія Канюка, Остапа Вільшину, Івана Дудича, Семена Галицького та ін. І. П. Фостій зробив літературний запис мемуарів П. О. Величка «Татри пам'ятають» (1983). у 2011 році вийшла в світ книга «Кузьма Демочко — журналіст, редактор, мистецтвознавець».
Один із упорядників та головний редактор книг «Битва за Буковину» (1969), «Два життя» (1970) та тритомної «Книги Пам'яті України: Чернівецька область» (1994, 1995, 1997), до якої написав передмови і вступні статті. Автор книги «Північна Буковина і Хотинщина у Другій світовій війні 1939—1945 рр.» (Чернівці: Книга Пам'яті України, 2005). Редактор збірника «Книга Скорботи України. Чернівецька область».
У 2008 р. у Чернівецькому видавництві «Зелена Буковина» вийшла друком «Національна книга пам'яті жертв голодоморів 1932—1933, 1946—1947 років. Чернівецька область: статті, спогади, списки жертв голодоморів», де І. П. Фостій — головний упорядник.

## Відзнаки та нагороди
- Медаль «За доблесну працю в роки Великої Вітчизняної війни 1941—1944 рр».
- Медаль «За доблесну працю. На ознаменування 100-річчя від дня народження В. І. Леніна».
- Медаль «Ветеран праці».
- Медаль «Захиснику Вітчизни».

За вагомий особистий внесок у збереження історико-культурних пам'яток України, активну краєзнавчу діяльність та високий професіоналізм І. П. Фостій у 2003 р. Указом Президента України Леоніда Кучми нагороджений орденом «За заслуги» III ступеня.
Іван Фостій з квітня 1971 року почесний громадянин села Дражківці Мартінського округу Словацької Республіки.